# Artus de Penguern
Artus de Penguern, né le 13 mars 1957 à Neuilly-sur-Seine et mort le 14 mai 2013 dans le 18e arrondissement de Paris, est un acteur, scénariste et réalisateur français.

## Biographie

### Famille
Né Artus Charles Everara Marie de Penguern. Il est issu d'une famille de la noblesse bretonne.
Il est un neveu de Jean de Brem.

### Formation
Lui-même racontait avoir commencé des études de gestion et économie appliquées à l'université Paris-Dauphine, tout en s'inscrivant, en cachette de ses parents, au cours Simon. À la fin de sa première année, il explique la situation à son père en lui révélant sa vocation d'acteur. Son père lui aurait alors suggéré de faire aussi une école de réalisation, ce qui le pousse à s'inscrire au Conservatoire libre du cinéma français. Il considère cette formation comme une chance, qui lui a permis de devenir également scénariste et réalisateur, métiers dans lesquels il se juge beaucoup plus heureux que comme simple interprète.

### Carrière

#### Radio
De 2012 à 2013, il réalise chaque mercredi une chronique humoristique intitulée « Ça suffit », dans l'émission Comme on nous parle sur France Inter.

### Vie privée et mort

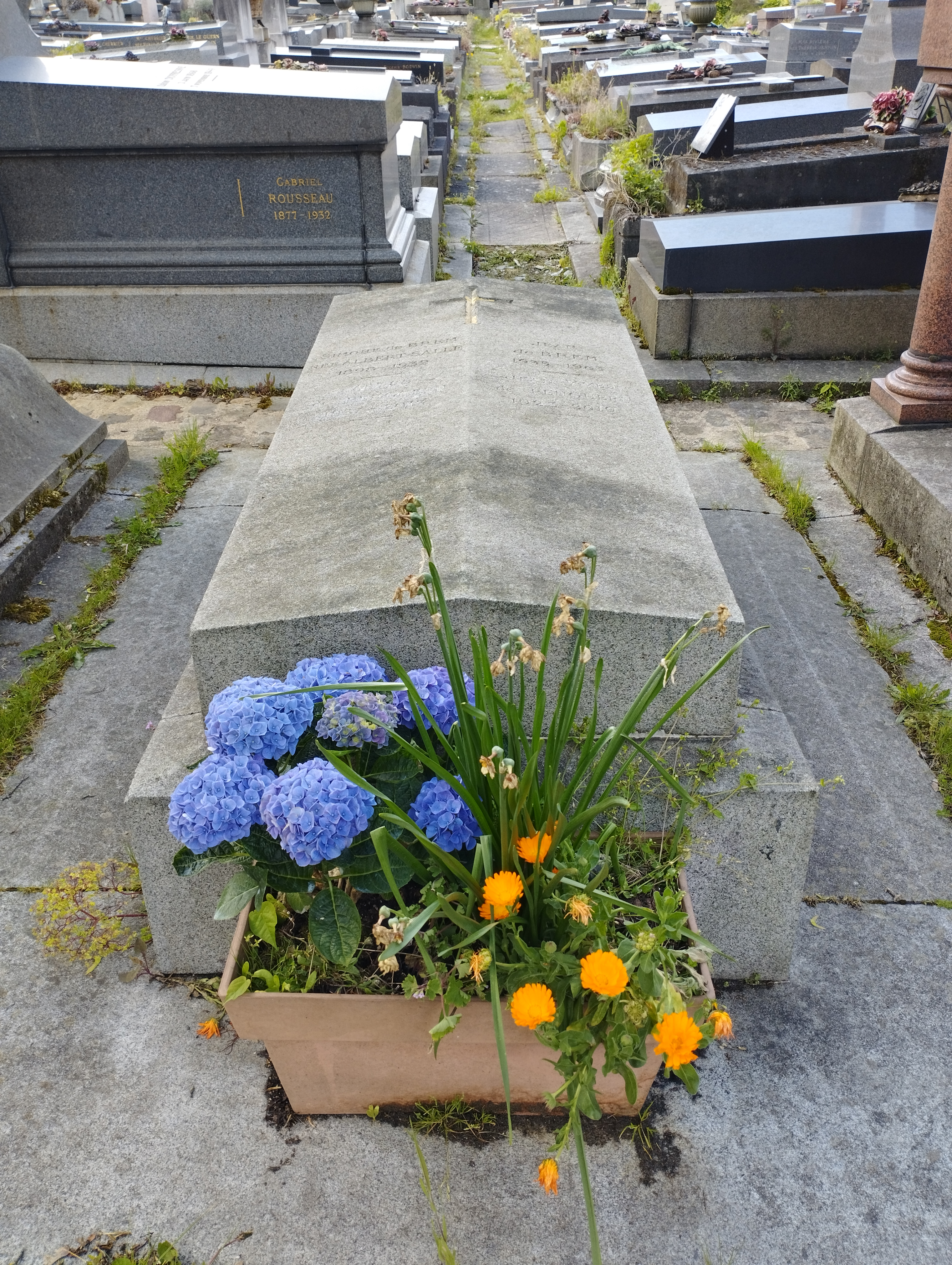
Tombe d'Artus de Penguern au cimetière du Père-Lachaise (division 94).

Artus de Penguern a partagé la vie de Pascale Arbillot.
Il meurt le 14 mai 2013 dans le 18e arrondissement de Paris, à l'âge de 56 ans, des suites d'un accident vasculaire cérébral. Il est crématisé puis inhumé au cimetière du Père-Lachaise (division 94), dans le même caveau que son oncle Jean de Brem.

## Théâtre
- 1977 : La Ville dont le prince est un enfant de Henry de Montherlant, mise en scène de Jean Meyer, Théâtre des Mathurins[9]
- 1981 : Qui a tué betty Grandt ? [10] de Pascal Renwick, mise en scène de Artus de Penguern et Pascal Renwick, son Arnaud Coutancier, Théâtre Les Blancs Manteaux
- 2006 : Dieu habite Düsseldorf de Sébastien Thiéry, mise en scène Christophe Lidon,   Théâtre des Mathurins

## Filmographie

### Cinéma

#### Longs métrages
- 1981 : Guy de Maupassant de Michel Drach
- 1982 : Prends ton passe-montagne, on va à la plage d'Eddy Matalon
- 1983 : Danton d'Andrzej Wajda
- 1983 : Mesrine d'André Génovès
- 1983 : Femmes de personne de Christopher Frank
- 1983 : Le Sang des autres de Claude Chabrol
- 1984 : Liste Noire d'Alain Bonnot
- 1984 : Urgence de Gilles Béhat
- 1985 : Le Quatrième Pouvoir de Serge Leroy
- 1985 : Suivez mon regard de Jean Curtelin
- 1985 : Police de Maurice Pialat
- 1986 : Lévy et Goliath de Gérard Oury
- 1987 : Hôtel du Paradis de Jana Boková
- 1988 : Frantic de Roman Polanski
- 1989 : Henry et June (Henry and June) de Philip Kaufman
- 1990 : La Montre, la Croix et la Manière de Ben Lewin
- 1992 : Roulez jeunesse ! de Jacques Fansten
- 1993 : Mina Tannenbaum de Martine Dugowson
- 1994 : La Cité de la peur d'Alain Berberian
- 1995 : Des nouvelles du bon Dieu de Didier Le Pêcheur (+ coscénario)
- 1995 : Portraits chinois de Martine Dugowson
- 1996 : Ouvrez le chien de Pierre Dugowson
- 1998 : Belle Maman de Gabriel Aghion
- 1999 : Une affaire de goût de Bernard Rapp
- 2000 : Le Fabuleux Destin d'Amélie Poulain de Jean-Pierre Jeunet
- 2000 : Grégoire Moulin contre l'humanité (+ réalisation)
- 2002 : Toutes les filles sont folles de Pascale Pouzadoux
- 2004 : Les gens honnêtes vivent en France de Bob Decout
- 2005 : Saint-Jacques… La Mecque de Coline Serreau
- 2005 : L'Homme qui rêvait d'un enfant de Delphine Gleize
- 2006 : L'Invité, réalisé par Laurent Bouhnik, d'après la pièce éponyme de David Pharao
- 2007 : Big City de Djamel Bensalah
- 2007 : Détrompez-vous de Bruno Dega
- 2007 : Agathe Cléry d'Étienne Chatiliez
- 2008 : Fool Moon de Jérôme L'Hotsky
- 2012 : La Clinique de l'amour (+ réalisation)
- 2012 : La Fleur de l'âge de Nick Quinn

#### Courts métrages
- 1984 : Rupture de stock de Claude Guymont
- 1990 : J'ai peur du noir de Martin Provost
- 1991 : Or donc ! de Pascal Griffin
- 1991 : Ô mon amour de Paul Minthe
- 1992 : Cocon de Martin Provost
- 1993 : Rêve d'amour de Nick Quinn
- 1994 : Les Mots de l'amour de Vincent Ravalec
- 1994 : Love, love, love de Nick Quinn
- 1995 : Un bel après-midi d'été + (réalisation)
- 1995 : Le Homard + (réalisation)
- 1996 : Les Voisins + (réalisation)
- 1996 : Les Lacets de Stéphane Le Lay
- 1998 : La Polyclinique de l'amour (+ réalisation)
- 1998 : Gratin de Yann Piquer
- 1998 : Adieu monde cruel de Didier Le Pêcheur
- 1998 : Si le shampoing était illégal... (Drame capillaire) de Nick Quinn
- 1999 : Le Gang des TV + (réalisation)
- 1999 : Si les poules avaient des dents, de Pierre Dugowson, scénario de Pierre Dugowson, Jérôme L'hotsky et Artus de Penguern
- 2002 : L'Odeur du melon dans la poubelle de Julien Donada
- 2003 : Mon papa à moi de Stéfan Le Lay
- 2004 : Rien de grave de Renaud Philipps
- 2004 : (Mon) jour de chance de Nicolas Breviere
- 2006 : Cut ! d'Alain Riou
- 2011 : Un jour sans... d'Yzabel Dzisky

### Télévision
- 1978 : Il était un musicien, épisode : Monsieur Satie de Jean Valère
- 1980 : La Mort en sautoir de Pierre Goutas
- 1984 : Fureur sur la Toundra (une aventure de Phil Perfect)  de Dominique Masson
- 1985 : Rancune tenace  d'Emmanuel Fonlladosa
- 1987 : Les Cinq Dernières Minutes, épisode Une paix royale de Gérard Gozlan
- 1988 : Les Enquêtes du commissaire Maigret, série télévisée, de Gérard Gozlan épisode Le Notaire de Châteauneuf
- 1996 : Une mère comme on n'en fait plus de Jacques Renard
- 1999 : Les Bœuf-carottes
- 2000 : Les Misérables de Josée Dayan
- 2003 : Avocats & Associés (Saison 7) : Adrien Varèse
- 2003 : Marylin et ses enfants de Charlie Beléteau
- 2005 : Les Courriers de la mort de Philomène Esposito
- 2007 : Sécurité intérieure (mini-série) de Patrick Grandperret
- 2010 : La Loi selon Bartoli : le docteur Raspail
- 2010 : Contes et nouvelles du XIXe siècle : Le Mariage de Chiffon de Jean-Daniel Verhaeghe
- 2011 : Les Belles-sœurs de Gabriel Aghion

### Clip
- 1987 : Don't go de F.R. David

### Réalisateur et scénariste pour le cinéma

#### Longs métrages
- 2000 : Grégoire Moulin contre l'humanité
- 2012 : La Clinique de l'amour

#### Courts métrages
- 1995 : Le Homard
- 1995 : Un bel après-midi d'été
- 1996 : Les Voisins
- 1998 : La Polyclinique de l'amour
- 1999 : Le gang des TV
- 2010 : Florent Marchet - Benjamin (clip vidéo)

### Doublage
- 1995 : Le Homard (+ réalisation) (court-métrage) : le homard
- 2003 : Quand je serai p' tit d'Agnès Baldacchino-Costa (court-métrage)
- 2005 : U de Serge Élissalde et Grégoire Solotareff : Rouge Wéwé
- 2014 : Astérix : Le Domaine des dieux d'Alexandre Astier : Petiminus